# Aclán
Aclán (en aclano, Akean, [ak'ɣan]) es una provincia de Filipinas localizada en el norte de la isla de Panay, en la región de Bisayas Occidentales. Según el censo de 2020, tiene una población de 615 475 habitantes.
Su capital es Calivo. La pequeña isla de Borácay también depende administrativamente de esta provincia.

## División territorial
Estos son los municipios de la provincia, con capital en la ciudad de Calivo.
| Nombre           | Población (censo de 2020) | Número de barangayes |
| ---------------- | ------------------------- | -------------------- |
| Altavas          | 25 639                    | 14                   |
| Balete           | 30 090                    | 10                   |
| Banga            | 40 318                    | 30                   |
| Batán            | 33 484                    | 20                   |
| Buruanga         | 19 357                    | 15                   |
| Calivo           | 89 127                    | 16                   |
| Ibajay           | 52 364                    | 35                   |
| Lezo             | 15 639                    | 12                   |
| Libacao          | 28 272                    | 24                   |
| Macato           | 29 717                    | 18                   |
| Madalag          | 18 890                    | 25                   |
| Malay            | 60 077                    | 17                   |
| Malinao          | 24 517                    | 23                   |
| Nabas            | 40 632                    | 20                   |
| Nuevo Washington | 47 955                    | 16                   |
| Numancia         | 35 693                    | 17                   |
| Tangalan         | 23 704                    | 15                   |

## Economía
La agricultura, la pesca y el turismo, especialmente en Borácay, son las industrias principales de la provincia.

## Idiomas
El aclano es el idioma principal de la provincia.